# Toalete în Japonia

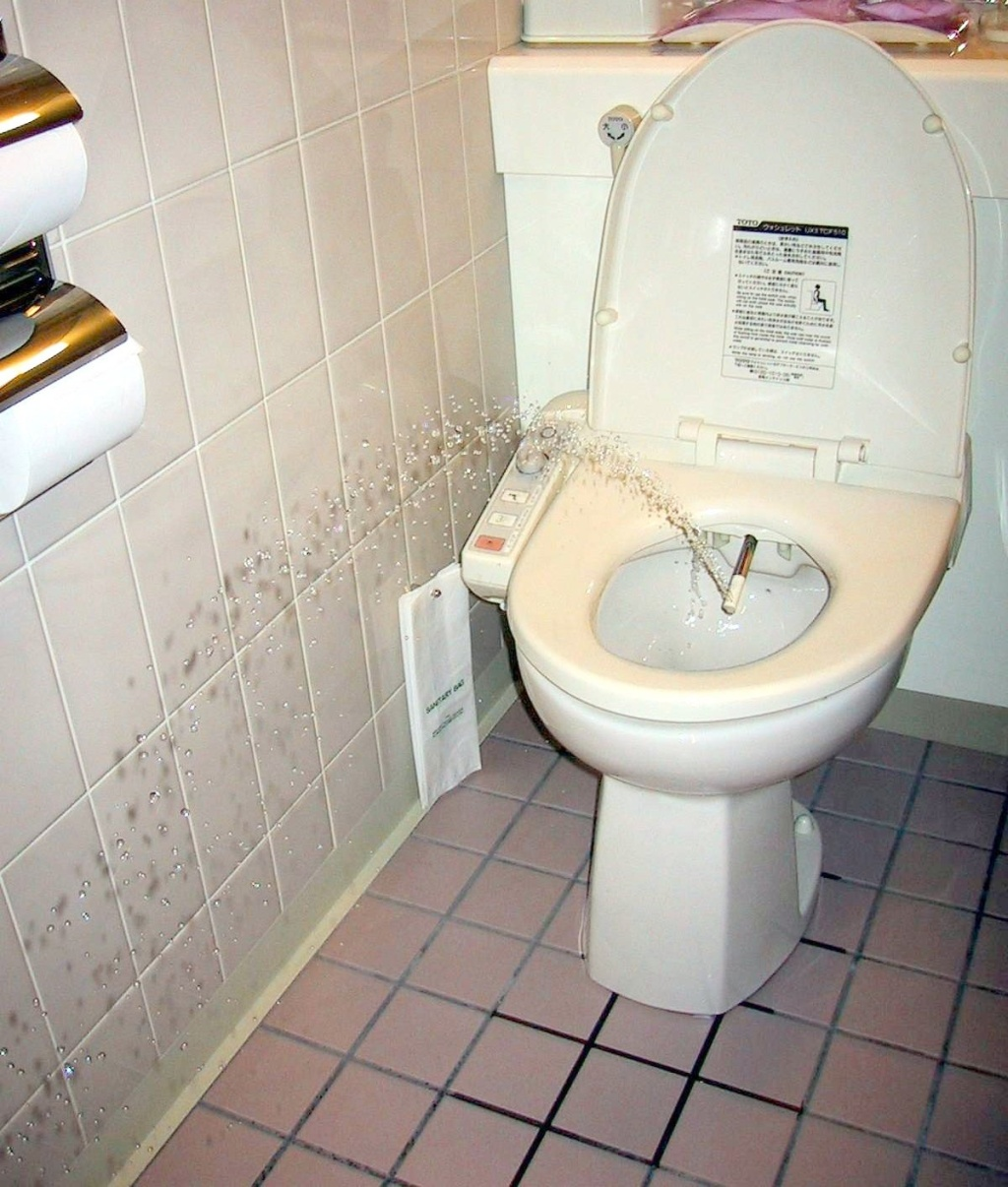
O toaletă bidé cu jet de apă

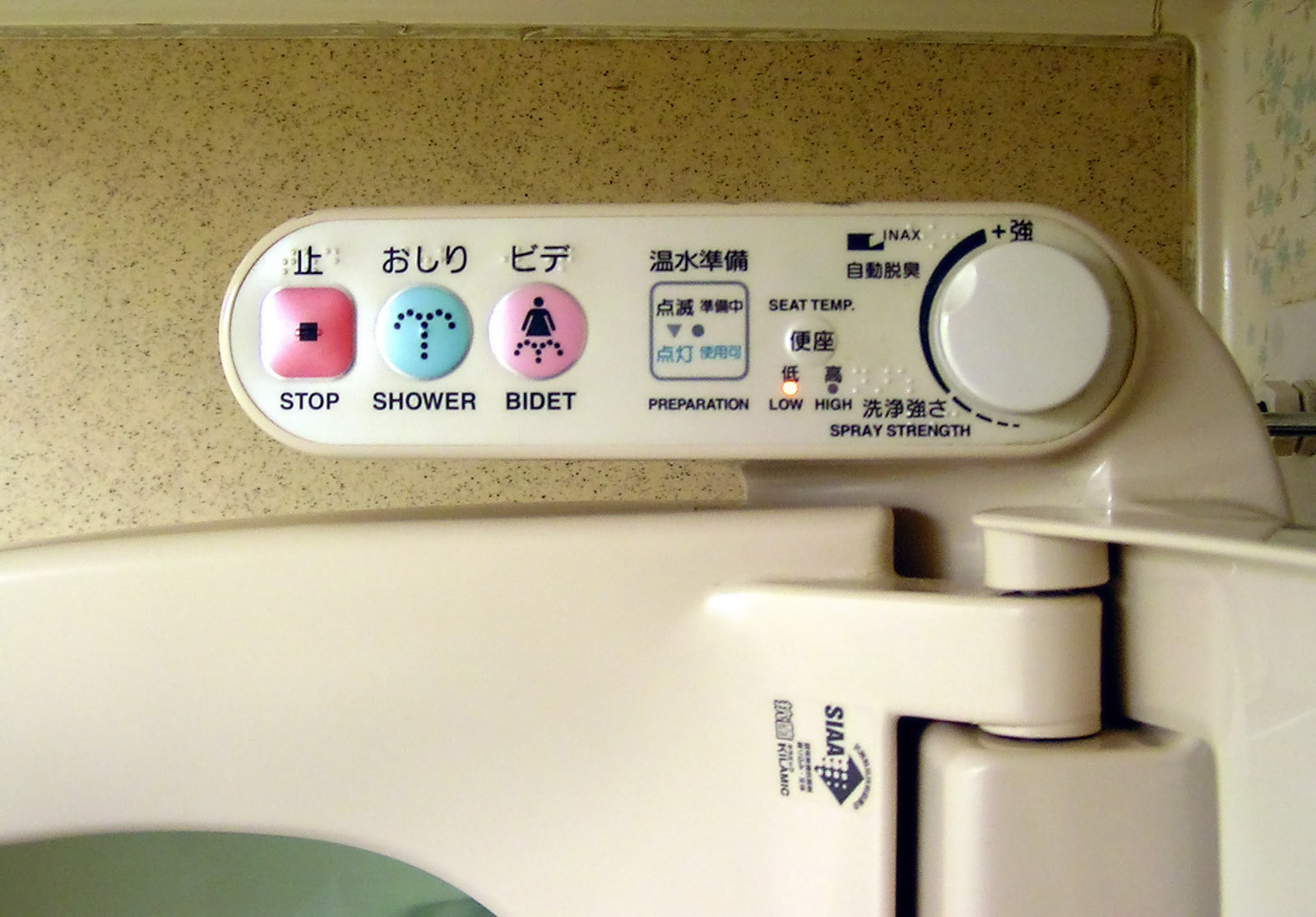
Unitatea de control al unei toalete japoneze moderne

Toaletele japoneze sunt de două feluri. Tipul mai vechi este cel oriental, stil „turcesc”, unde se șede pe vine peste gaura toaletei, care este plasată la nivelul podelei. Acest tip poate deseori fi găsit și în prezent în clădirile publice mai vechi. După al Doilea Război Mondial, al doilea tip, closetele de tip occidental cu scaun, a început să devină tot mai răspândit. Mai nou, toalete tip bidé sunt foarte răspândite: în 2010, 72% din casele japoneze aveau closet tip bidé. În Japonia aceste closete se numesc „woshuretto” (ウォシュレット?) (pronunția în japoneză a cuvântului englezesc inexistent „washlet”), care este de fapt o marcă înregistrată a firmei TOTO Ltd., și care are multe funcțiuni avansate. Depinzând de model, aceste closete, de exemplu, își ridică capacul automat atunci când cineva se apropie, spală anusul și vulva cu jet de apă a cărei temperatură este reglabilă (inclusiv o serie de funcțiuni de pulsare și masaj), le usucă apoi cu jet de aer cald, trag automat apa și închid capacul după folosire.

## Istoria

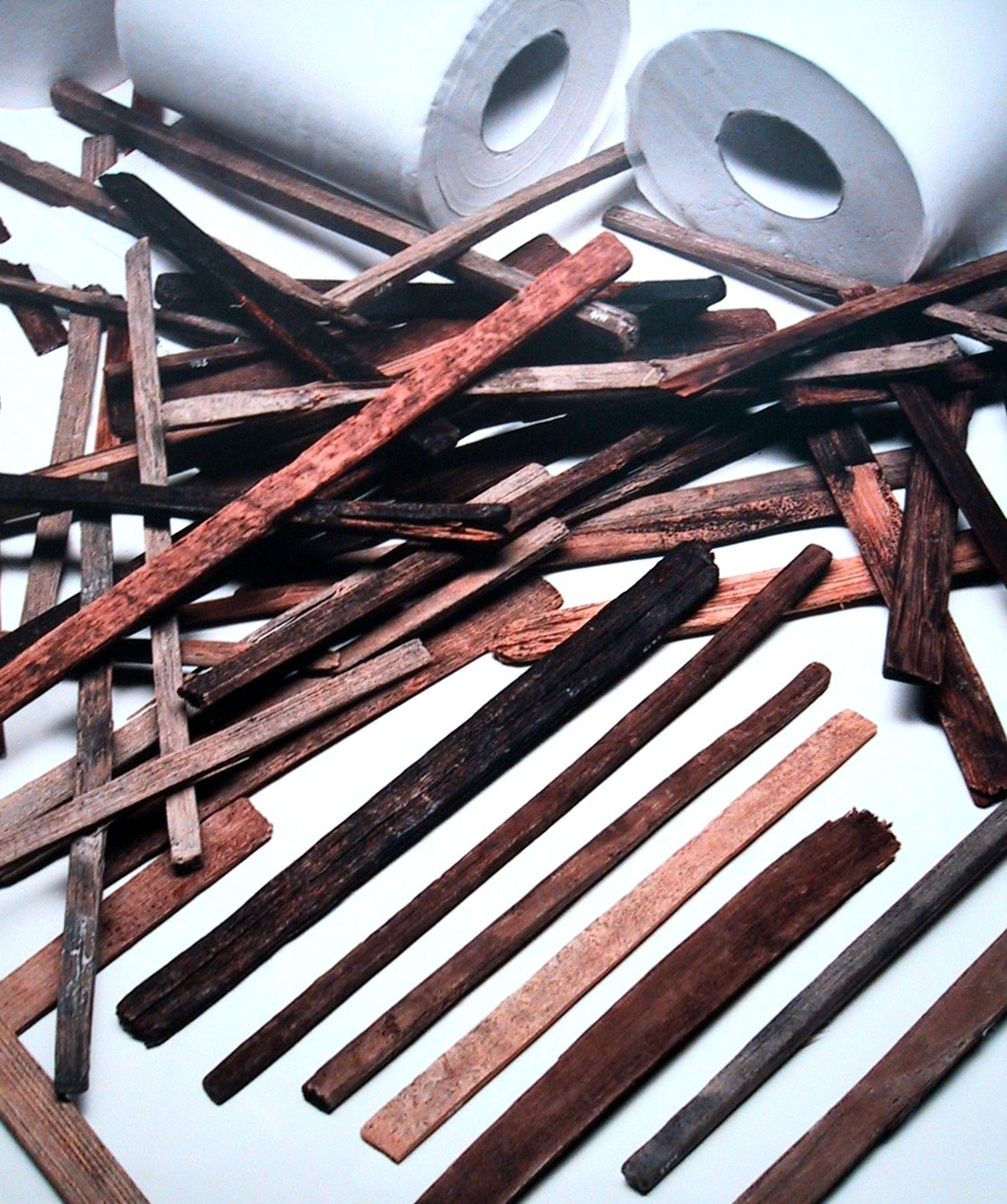
Instrumente din lemn pentru igiena intimă, chu-gi, din era Nara. În spate se vede hârtie igienică pentru a compara mărimea.

În timpul perioadei Jōmon, așezămintele erau construite în formă de potcoavă cu o piațetă în centru. Gunoiul era adunat în mormane împrejurul așezămintelor. În aceste mormane de gunoi s-au găsit resturi calcificate de fecale umane și animale, așa-numite coprolite ceea ce lasă să se înțeleagă că aceste mormane erau folosite și pentru făcutul nevoilor. Primele sisteme de canalizare din Japonia sunt din perioada Yayoi (300 î.H. - 250 d.H.). Aceste sisteme existau în așezămintele mai mari, probabil în combinație cu un fel de latrine. Un loc unde se pare că au avut loc ritualuri, și care pare să fi fost totodată o latrină cu apă, a fost descoperit la localitatea Sakurai, datând din secolul al III-lea.
O latrină care a fost analizată în detaliu de către arheologi a fost cea descoperită la Palatul Fujiwara din Kashihara, primul loc unde a fost palatul imperial de la 694 la 710. Era construită peste o groapă deschisă. În timpul perioadei Nara (710 -784) a fost construit un sistem de canalizare în capitala Nara, ce consta din canale de 10–15 cm lățime umplute cu apă, peste care utilizatorul stătea pe vine cu un picior pe fiecare parte. Erau folosite instrumente de lemn, așa-numite chu-gi, urmând ca mai apoi să se folosească hârtia igienică. Înainte erau folosite alge de mare în acest scop, dar în timpul perioadei Edo algele de mare și chu-gi au fost înlocuite de hârtie igienică făcută din washi (hârtie tradițională japoneză). La munte se foloseau chiar și frunze mai mari și un fel de răzuitoare. Deseori latrinele erau construite deasupra unui pârâu; unul dintre primele latrine cu apă a fost descoperit la castelul Akita. Fusese construit deasupra unui pârâu căruia îi fusese schimbată calea. Totuși, din punct de vedere istoric, latrinele erau găsite mai des deoarece erau mai ușor de construit și permiteau refolosirea fecalelor ca îngrășământ. Folosirea fecalelor umane era foarte importantă într-o țară în care budismul și vegetarianismul erau asociate cu reducerea dependinței de animale, cu toate că peștele și alte fructe de mare au fost întotdeauna o parte importantă a alimentației japoneze. Fecalele oamenilor bogați erau vândute mai scump, deoarece aceștia avuseseră o alimentație mai bună. Mai multe documente istorice din secolul al IX-lea descriu legi care reglementau construcția canalelor de apă dulce și scurgere, și care descriau în detaliu cum trebuie îndepărtate fecalele din toalete.
Vânzarea de fecale umane ca îngrășământ a devenit mai puțin obișnuită după cel de-al Doilea Război Mondial, atât din motive sanitare cât și din cauza proliferării îngrășămintelor chimice, iar actualmente (2007) doar 1% din îngrășămintele folosite în Japonia sunt fecale umane.

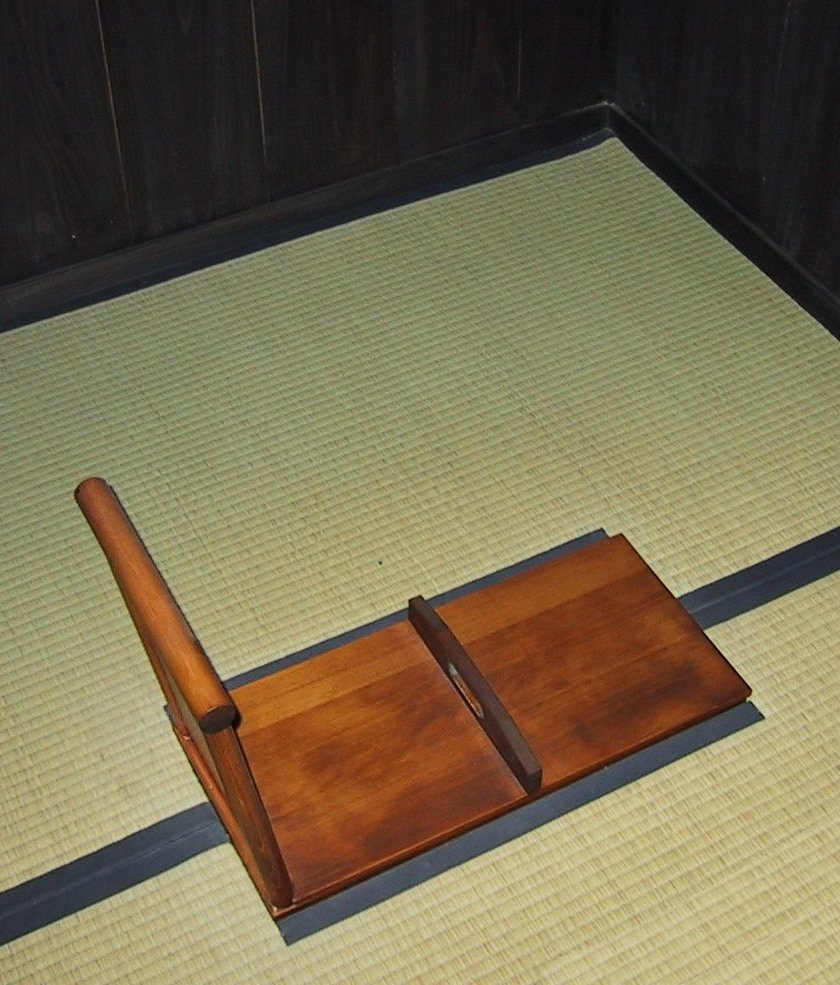
O toaletă „turcească” din perioada Meiji (1868-1912).

Din acest motiv, Japonia a avut din punct de vedere istoric un standard mai înalt de igienă decât, de exemplu, Europa. Înlăturarea fecalelor în Japonia se făcea în mod ordonat, pe când în Europa, într-o bună parte a istoriei moderne timpurii ele erau pur și simplu aruncate în stradă. Se pare că primii vizitatori occidentali în orașul Edo au fost surprinși în mod plăcut datorită faptului că nu văzuseră niciodată un oraș așa de curat.
În Okinawa latrina era deseori în legătură cu cocina, iar porcii se hrăneau cu fecalele umane. Acest lucru a fost interzis de către autoritățile americane care au ocupat insula, ca fiind neigienic.
În perioada Azuchi-Momoyama (1568 - 1600) s-a construit un sistem de canalizare în jurul castelului Osaka, care există și este folosit și astăzi. Folosirea sistemelor de canalizare modernă a început în 1884 cu instalarea unui canal colector din cărămidă și ceramică în cartierul Kanda, Tokio. Mai multe sisteme de apă și canalizare au fost construite după marele cutremur din Kantō din 1 septembrie 1923 pentru a preveni epidemii în cazul unor eventuale cutremure viitoare. Dar doar după cel de-al Doilea Război Mondial construcția de sisteme de canalizare a luat avânt pentru a ține pasul cu creșterea populației urbane. În 2000, 60% din populația Japoniei era conectată la sisteme de canalizare.
În Japonia există o „Zi a Canalizării”, 10 septembrie.
Toaletele în stil occidental au început să apară în Japonia la începutul secolului al XX-lea, dar doar după cel de-al Doilea Război Mondial, sub influența ocupației americane, folosirea lor a devenit mai răspândită. În 1977, vânzările de toalete de tip occidental au fost mai mari decât cele de tip oriental. În anii 1980, firma TOTO a lansat în Japonia toaleta-bidét Washlet, care avea la bază produse similare din Elveția și SUA. Firmele japoneze produc actualmente toalete dintre cele mai avansate din punct de vedere tehnologic în lume.

## Terminologie
Cuvântul toire (トイレ?) este împrumutat din limba engleză (abreviere a pronunțării în japoneză a cuvântului „toilet”, anume toiretto (トイレット) și este folosit atât ca nume pentru toaleta ca atare, cât și pentru încăperea respectivă.
Un eufemism obișnuit pentru toaletă este otearai (お手洗い?  literalmente spălatul mâinilor). Strict vorbind, o-tearai este chiuveta și este o traducere a cuvântului englez lavatory. Un alt eufemism folosit este keshōshitsu (化粧室?  literalmente „camera de pudrat”), deseori folosit pe sau deasupra ușilor din magazinele universale împreună cu pictograma unui WC public.
Cuvântul cam crud benjo (便所? loc de conveniență sau loc pentru excremente), de la cuvântul ben (便?) care înseamnă „conveniență” sau „excrement”, este folosit mai mult de bărbați și nu este foarte des exprimat în public. Dar este deseori folosit ca și kanji în școlile primare, băi publice etc. Cu toate că nu este un cuvânt vulgar, mulți japonezi preferă să folosească expresii mai rafinate. În multe jocuri japoneze de copii (de exemplu, jocul echivalent cu jocul românesc de-a prinselea), se folosește cuvântul „benjo” pentru locul unde cel ce a fost prins este trimis. Limba japoneză are și alte cuvinte pentru desemnarea locului unde omul își face nevoile excretorii, de exemplu kawaya (厠) sau habakari (憚り), dar acestea sunt folosite mai rar, și sunt oarecum arhaice.
Toaleta ca atare (fie că are scaun sau nu), inclusiv rezervorul de apă, se numește benki (便器), iar locul pe care se șede se numește benza (便座). Oala de noapte se numește o-maru (câteodată scris 御虎子, „onorabilul pui de tigru”).
Asociația Japoneză a Producătorilor de Toalete (日本トイレ協会) a desemnat ca „Zi a Toaletei” data de 10 noiembrie- scris în stilul japonez 11/10 (mai întâi luna și apoi ziua), dată care poate fi citită ca ii-to(ire), ceea ce însemană „toaletă bună”.

## Tipuri de toalete

### Toaleta „turcească”

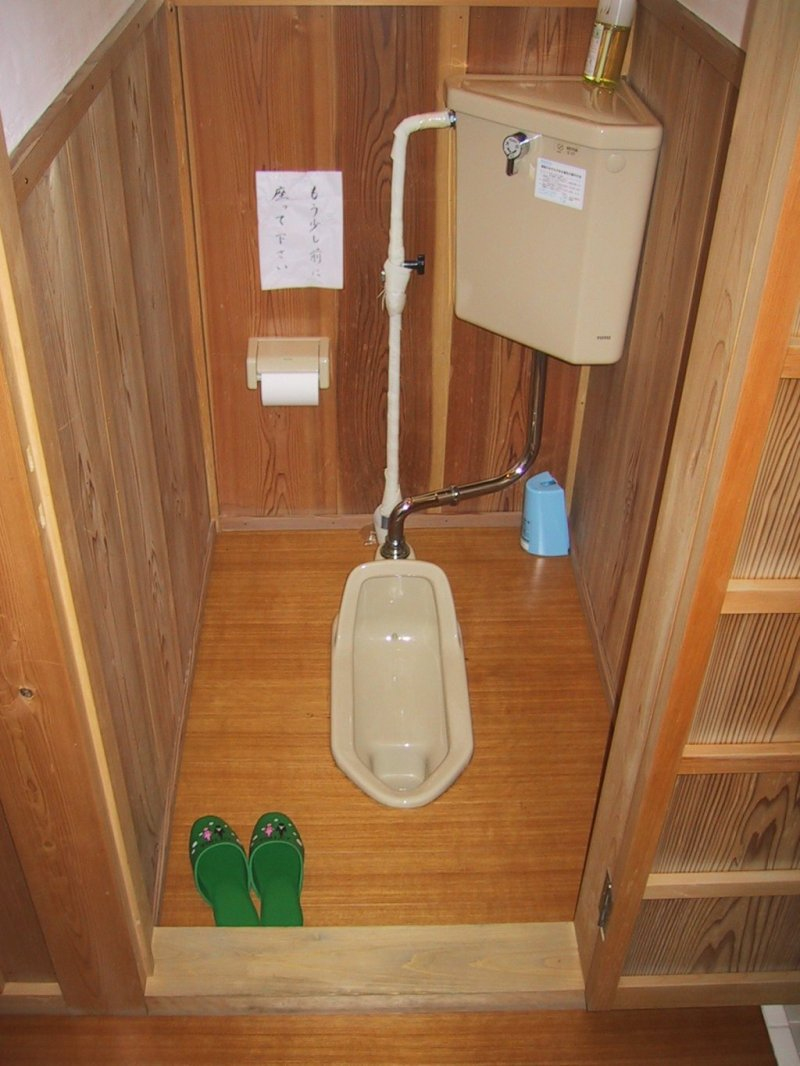
Toaletă „turcească” cu șlapi de toaletă.

Toaleta tradițională japoneză (和式, washiki) este o toaletă de tip „turcesc”. Se numește câteodată și „toaletă orientală” deoarece acest tip de toaletă este foarte răspândit în Orient. O toaletă „turcească” este diferită de cele occidentale atât prin construcție cât și prin modul de folosință. Ea arată de fapt ca un pisoar care a fost întors 90 de grade și a fost montat în podea. Majoritatea acestor toalete sunt făcute din faianță, dar uneori pot fi găsite toalete făcute din oțel inoxidabil (de exemplu în trenuri). În loc să șadă pe toaletă, utilizatorul stă pe vine cu câte un picior pe o parte, cu fața spre semicerc, adică în imaginea din dreapta cu fața spre perete. Spre deosebire de toaletele occidentale, excrementele se adună într-un receptacul nu prea adânc. Toate celelalte accesorii, de exemplu rezervorul de apă, sistemul de tras apa etc., sunt identice cu toaletele occidentale. Apa care se scurge duce excrementele într-un rezervor de colectare, de unde sunt duse mai departe în rețeaua de canalizare. Tragerea apei se face deseori ca la toaletele occidentale, dar uneori există un mâner sau o pedală. Multe toalete japoneze au două feluri de a trage apa: „mic” (小) și „mare” (大). Deosebirea constă în cantitatea apei care se scurge. La „mic” apa se scurge atât timp cât ții mânerul în jos, de exemplu, mânerul apăsat jos până se golește rezervorul, iar la „mare” se scurge toată apa din rezervor dintr-o dată. „Mic” se folosește de obicei la urinare, iar „mare” la defecare. Unii oameni, când folosesc un WC public unde cineva așteaptă în fața ușii, țin mânerul apăsat în timpul folosirii, pentru ca zgomotul apei care se scurge să camufleze zgomotele făcute în timpul utilizării.
Există două variante: una, unde toaleta este plasată la nivelul podelei, și cealaltă, unde toaleta este plasată la o înălțime de cca 30 cm de podea pe o platformă. Varianta din urmă este mai ușor de folosit de bărbații care urinează stând în picioare, dar ambele pot fi folosite în acest scop. De asemenea nu există diferență în modul de utilizare între defecare și urinare stând pe vine. Se șede pe vine cu pantalonii și chiloții dați jos (rochiile și fustele ridicate sus). Se șede crăcănat cât mai aproape de semicercul din față, deoarece altfel excrementele pot cădea pe marginea din spate a receptaculului din podea. De aceea, multe toalete de acest fel au o placă pe care scrie (în traducere) „Faceți un pas în față”. Important este să îți păstrezi echilibrul.
Cei neîndemânatici se țin deseori de țeava din față. Dacă țeava este ascunsă în perete sau nu este suficient de rezistentă, este câteodată instalat un mâner separat pentru balansare atât în timpul utilizării toaletei cât și pentru ridicatul în picioare după utilizare. O altă strategie (pentru a evita situații penibile) folosită de cei neobișnuiți cu astfel de toalete este să se dezbrace complet de la brâu în jos înainte de a se așeza pe vine.
Un avantaj al toaletelor „turcești” este curățarea facilă. Sunt totodată mai ieftin de construit, folosesc mai puțină apă decât toaletele occidentale, și datorită faptului că nu există contact direct cu toaleta, se zice că ar fi mai igienice. Dar, oricum, un eventual contact cu toaleta nu constituie nici un fel de hazard serios pentru sănătatea utilizatorului dar folosirea toaletelor de acest tip rezultă câteodată într-un miros neplăcut din cauza stropirii pantofilor cu urină. Toaleta aceasta, care nu conține decât foarte puțină apă, minimalizează însă riscul de a fi stropit cu apă pe șezut la defecare. Dar deoarece excrementele stau expuse la aer până când sunt scurse de apa trasă, produc deseori un miros mai puternic decât toaletele occidentale, unde excrementele stau în apă înainte de scurgere. Acest efect este deseori perceptibil în sau în apropierea unui WC de tip oriental.
Un număr de avantaje medicale sunt atribuite WC-ului oriental. A fost sugerată ideea că toaletele orientale, adică șezutul pe vine, ar întări musculatura pelviană la femei, astfel reducând probabilitatea de a suferi de incontinență. În plus, se zice că mușchii șoldurilor devin mai puternici, iar respirația și concentrarea sunt îmbunătățite. Șezutul pe vine cu spatele drept se pare că permite eliminarea excrementelor mai repede și mai complet, ceea ce minimalizează probabilitatea de a fi constipat, astfel reducând riscul de a se îmbolnăvi de cancer la colon. Alte studii au găsit că șezutul pe vine previne și vindecă hemoroizii.
Șezutul regulat pe vine se pare că ajută la menținerea flexibilității genunchilor.
În Japonia există și toalete „turcești” cu bidé, care au o duză pentru spălatul anusului. Există de asemenea o combinație între toaletă „turcească” și occidentală, unde un fel de scaun poate fi lăsat jos peste toaleta „turcească”, astfel încât toaleta poate fi utilizată în principiu la fel ca și una occidentală. Dispozitive de adaptare, care se montează peste toaleta „turcească” astfel convertind toaleta într-una occidentală sunt mai des găsite. Există și extensiuni instalate permanent, care transformă toaleta „turcească” într-una occidentală stil washlet. Invers, există și platforme montabile care se folosesc așezate pe o toaletă occidentală pentru cei care preferă toaletele „turcești”.

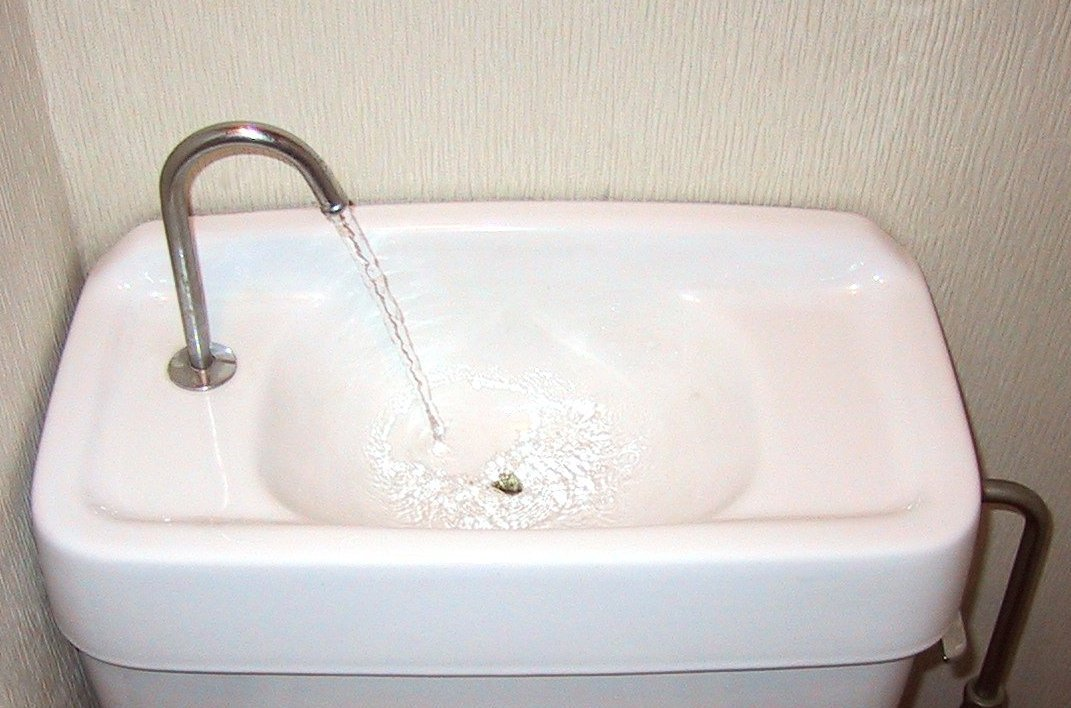
Un robinet deasupra rezervorului acestei toalete occidentale permite spălatul mâinilor când se umple rezervorul pentru scurgerea viitoare. Atenție: nu este apă de băut.

### Toalete occidentale
Closetul cu apă care este folosit de obicei în lume este numit în Japonia toaletă occidentală (洋式). În prezent, toaletele occidentale, inclusiv cele tehnologic avansate, sunt mai răspândite în casele japoneze decât toaletele orientale. Cu toate acestea, unele apartamente de închiriat mai vechi au afișe care arată cum se folosește în mod corect toaleta occidentală. Pe când unele toalete publice în școli, temple, gări sau stații de metrou sunt de tip oriental, majoritatea japonezilor preferă să aibă acasă tipul occidental.
Toaletele de tip occidental în Japonia au sisteme de economisire a apei, de exemplu posibilitatea de a alege între „mic” și „mare” la trasul apei. Multe toalete au un lavoar deasupra rezervorului cu apă, unde apa, care vine printr-o țeavă, se scurge în rezervor pentru a-l umple pentru următorul folositor, dând astfel posibilitatea de a se spăla pe mâini cu apa înainte ca ea să curgă în rezervor.

#### Bidéuri japoneze

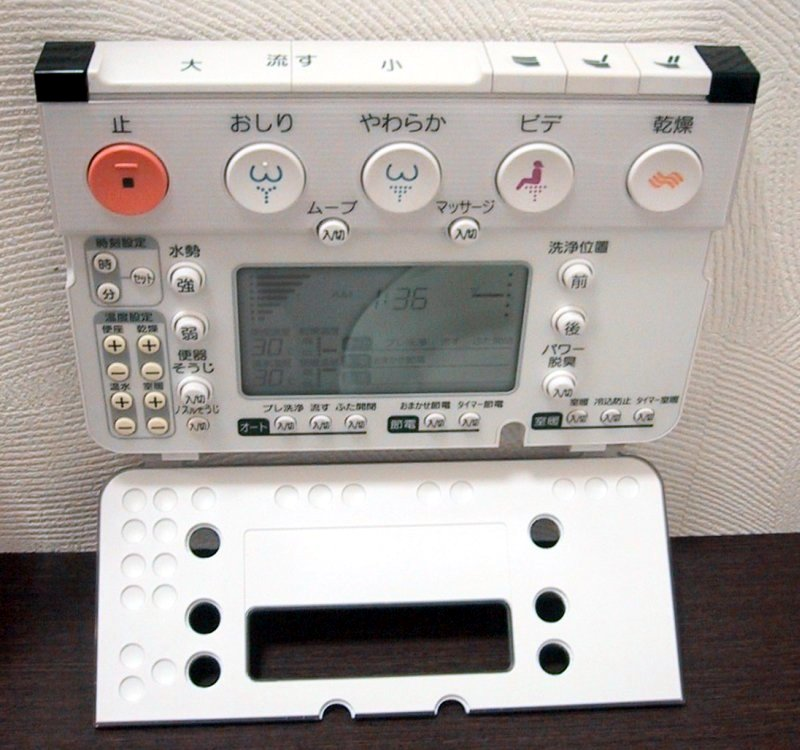
O unitate de control de înaltă performanță, cu 38 de butoane.

Toaletele moderne japoneze, cunoscute în engleză deseori sub numele de Super Toilet și în japoneză ca Washlet (ウォシュレット?) sau ca colac de toaletă ce spală cu apă caldă (温水洗浄便座 onsui senjō benza?) sunt dintre cele mai avansate toalete din lume cu o serie de funcțiuni impozante. Modelul Washlet Zoe produs de firma TOTO este trecut în Cartea recordurilor Guinness ca fiind cea mai sofisticată toaletă cu 7 funcțiuni. Dat fiind faptul că a fost introdus pe piață în 1997, probabil că ultimul model al formei TOTO, Neorest, este mai avansat.
Idea de a avea washlet vine din afara Japoniei, când prima toaletă cu funcție bidé a fost produsă în 1964. În Japonia producția de toalete avansate a început în anul 1980 când firma TOTO a introdus seria Washlet G, iar de atunci numele de produs washlet a devenit sinonim cu toate tipurile de toalete japoneze cu tehnologie superioară. În 2008 68% din familiile japoneze aveau o astfel de toaletă. Cu toate că la prima vedere toaleta arată ca orice altă toaletă occidentală, ea are o serie de funcțiuni suplimentare integrate fie în scaun fie în colac. De exemplu, ridicarea automată a capacului, colac încălzit, funcție de masaj, jet de apă reglabil, uscare cu jet de aer cald, unitate de control fără fir, tragere automată a apei și funcție deodorantă. Aceste funcțiuni pot fi controlate fie cu ajutorul unei unități de control care se află pe una din părțile scaunului, fie pe perete cu transmisie fără fir.

##### Caracteristici de bază
Caracteristica de bază este bidéul care constă dintr-un ajutaj care este cam de mărimea unui creion, care iese de sub colac și stropește apă. Are două poziții de bază: una pentru anus și una pentru vulvă. Prima se numește „spălat la spate”, folosință generală sau curățenie de familie, iar a doua se numește spălat feminin, curățenie feminină sau pur și simplu „bidé”. Ajutajul nu atinge niciodată corpul celui care folosește toaleta, și anumite modele au funcțiunea ca acesta să se curețe automat înainte/după folosință. Alegerea spălatului anusului sau a vulvei se face prin apăsarea butonului respectiv pe unitatea de control. De obicei același ajutaj este folosit pentru ambele operațiuni, dar în poziții diferite sau/și cu apa țâșnind din găuri diferite, astfel că apa vine în unghiuri diferite pentru a nimeri punctul dorit. Anumite modele au două ajutaje, fiecare pentru câte o funcție. Mecanismul de control este totodată conectat la un senzor de presiune în colac, așa încât apa țâșnește doar atunci când cineva șede pe colac. Primele modele nu aveau această funcțiune, ceea ce făcea ca unii oameni, care apăsau din curiozitate pe butoane în timp ce se uitau la funcțiuni, erau stropiți cu apă pe față.

##### Setări individuale
Majoritatea toaleteleor de acest tip permit ajustarea presiunii jetului de apă. Setarea de bază este ca apa pentru spălatul vulvei să aibă presiune mai scăzută decât cea pentru anus. De obicei, temperatura apei poate fi și ea ajustată. Cercetări în Japonia au descoperit că majoritatea oamenilor preferă apă cu o temperatură ceva mai ridicată decât temperatura corpului, și că 38 °C este temperatura optimală. Plasarea exactă a duzei poate de asemenea fi deseori reglată manual înainte sau înapoi. Cele mai avansate modele dau posibilitatea de a alege jet de apă care pulsează sau vibrează. Producătorii spun că acest lucru este beneficial în cazuri de constipație sau hemoroizi. Unele modele pot amesteca săpun în jetul de apă pentru o spălare mai curată.
Un washlet poate înlocui total folosirea hârtiei igienice, dar majoritatea celor care au washlet preferă o combinație funcțiunile mecanice cu hârtie igienică. Acest lucru depinde și de zona care este spălată, vulva de obicei nenecesită foloirea hârtiei igienice. Unii oameni folosesc hârtie igienică înainte de spălare, alții după spălare, unii folosesc doar bidéul, pe când alții preferă să nu folosească bidéul de loc și folosesc hârtie igienică. O altă funcție des întâlnită este uscatul cu jet de aer cald, deseori reglabil între 40 °C și 60 °C, folosit mai ales pentru uscarea organelor genitale și al anusului după spălare cu bidéul integrat.

##### Caracteristici avansate
Alte caracteristici pot cuprinde colac încălzit, care poate fi reglat între 30 °C și 40 °C, și capac automat cu senzor de distanță, care se ridică și lasă depinzând de unde se află persoana în încăpere. Unele modele au chiar și muzică pentru relaxarea sfincterului (unele modele ale firmei INAX îți cântă de exemplu Op. 62 Nr. 6 Cântec de primăvară de Felix Mendelssohn). Alte caracteristici includ tragerea automată a apei; deodorizare automată prin arome și suprafață a colacului antibacteriană. Anumite modele special intenționate pentru persoanele mai în vârstă pot include sprijinitoare de coate și bare care îi ajută să se scoale după utilizare. O funcție specială poate fi închiderea lentă a capacului, în loc să îl lase să cadă jos repede, iar anumite modele închid capacul automat după ce a trecut un anumit timp de la tragerea apei. Cea mai nouă funcțiune este sistemul deodorant cu ozon care elimină mirosul neplăcut foarte repede. Cele mai noi modele salvează informațiile referitoare la cât de des a fost folosită toaleta, și au funcțiuni de economisire a energiei, încălzind colacul doar atunci când este probabil că toaleta va fi folosită, bazat pe utilizări anterioare. Unele toalete luminează în întuneric sau, pentru zilele fierbinți de vară, au funcție de aer condiționat sub marginea toaletei. O inovație recentă este senzorul care poate deosebi între o persoană care stă cu fața sau cu spatele spre toaletă, astfel stabilind dacă trebuie ridicat doar capacul (când persoana stă cu spatele) sau trebuie ridicat și colacul (când persoana stă cu fața).
Textul care explică folosirea unității de control este deseori doar în limba japoneză. Cu toate că multe butoane au pictograme care fac folosirea facilă, deseori butonul pentru tragerea apei este marcat doar cu kanji, ceea ce face ca cei care nu pot citi japoneza să aibă probleme cu trasul apei, bâjbâind și apâsănd pe butoane la întâmplare. De aceea aceste toalete pot fi considerate a fi avansate din punct de vedere tehnologic, dar totodată sunt greu de folosit pentru majoritatea străinilor. Modelele mai noi au toate și scriere braille lângă butoane.

##### Dezvoltarea viitoare
De curând cercetătorii au adăugat și niște senzori medicinali, care pot măsura de exemplu conținutul de zahăr în urină și care măsoară pulsul, presiunea arterială și conținutul de grăsimi în sânge a celor care utilizează toaleta. Există și unele modele de toalete „vorbitoare”, care îți urează Bine ai venit! Sunt în curs de dezvoltare toalete care măsoară și alți parametri. Aceste date ar putea fi trimise atunci unui medic printr-un telefon mobil preinstalat, conectat la internet. Este de asemenea în curs de dezvoltare toaleta care înțelege comenzi verbale. TOTO, NAIS și alte firme produc chiar și modele washlet portabile pentru călătorii, care funcționează cu baterii, care trebuiesc umplute cu apă caldă înainte de utilizare.

##### Sindromul washlet
Jetul de apă, la presiunea maximă, este folosit de către unii care suferă de constipație pentru clismă, dar acest lucru ar putea duce la o capacitate mai redusă de evacuare a excrementelor de la sine, lucru care în final poate rezulta într-o constipație și mai severă.
Dacă un washlet cu presiune înaltă este folosit în mod repetat pentru curățirea anusului, acest lucru poate duce la o igienă excesivă, ceea ce va poate rezulta ca alte bacterii să se lipească în jurul anusului, cauzând inflamații ale pielii. Unii medici proctologi japonezi au numit acest fenomen „Washlet Syndrome” (ウォシュレット症候群 woshuretto shoukougun?) sau „Sindromul colacului cu apă caldă” (温水便座症候群 on-sui ben-za shoukougun?).

Funcția de încălzire a colacului WC-ului este des întâlnită și la toaletele care nu au bidé. Deoarece majoritatea caselor japoneze nu au încălzire centrală, iarna încăperea în care este instalată toaleta poate fi relativ rece, un colac încălzit fiind o funcțiune binevenită.

### Pisoare

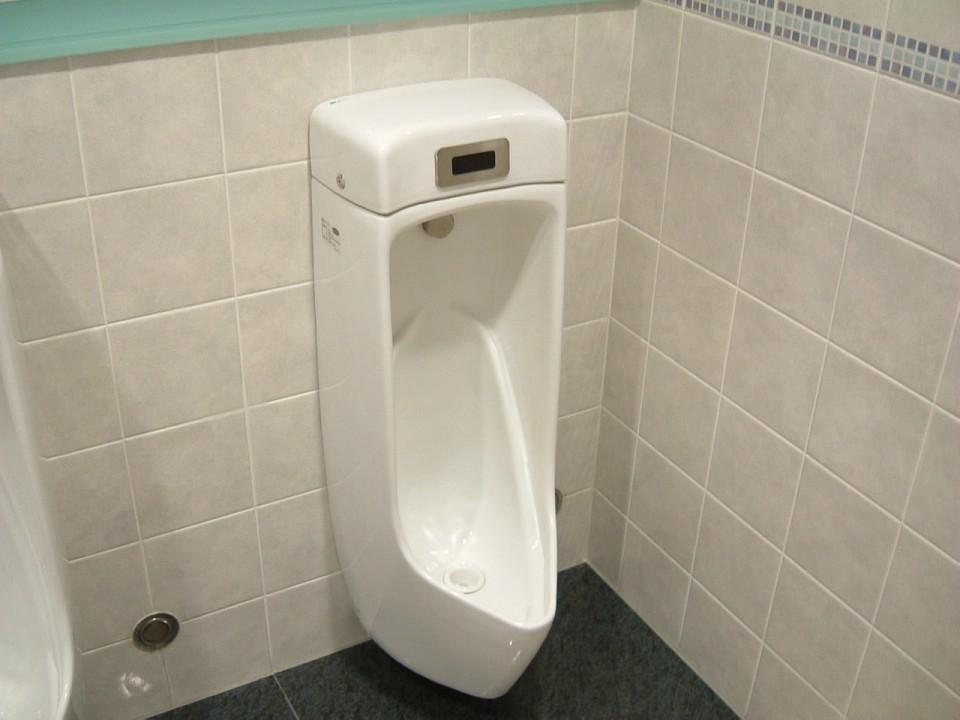
Pisoar japonez modern

Pisoarele japoneze sunt foarte similare cu cele din alte părți ale lumii, și sunt folosite mai ales în toaletele publice pentru bărbați sau în toalete destinate bărbaților care au mulți utilizatori. Pisoarele sunt plasate în Japonia ceva mai jos decât cele din Occident.
Înainte și în decursul perioadei Meiji a fost foarte obișnuit ca atât bărbații cât și femeile să folosească pisoare. În mod tradițional, nu se purtau chiloți sub kimono, și femeile își ridicau pur și simplu poalele kimonoului și, cu o ridicare a vulvei, direcționau jetul de urină în pisoar. Acest lucru a dispărut în secolul al XX-lea când tot mai mule japoneze au început să poarte haine occidentale. Astăzi kimonoul este purtat cu chiloți de către practic toate femeile japoneze. Pisoarele pentru femei au avut o mică reapariție între 1951 și 1968, când TOTO a produs pisoare de acest tip. Erau de formă conică și erau amplasate pe podea. Dar nu au fost foarte căutate și foarte puține mai există astăzi (unele sunt de găsit sub Stadionul Olimpic din Tokio care a fost construit pentru Olimpiada din 1964).

## Accesorii specifice Japoniei
Toaletele din Japonia au practic aceleași accesorii ca și cele din alte regiuni ale lumii, ele incluzând hârtie igienică, perie de toaletă și lavoar. Dar există și unele accesorii specific japoneze sau care rareori pot fi găsite în afara Japoniei.

### Prințesa sunetelor

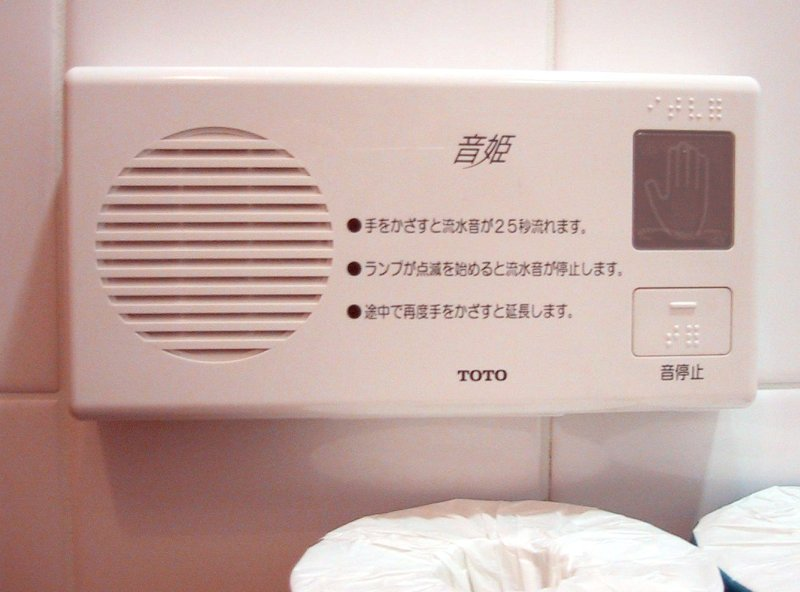
Un Otohime într-o toaletă pentru femei: pătratul negru este senzorul care la apropierea mâinii activează și oprește sunetul.

Multor femei japoneze le este rușine când cineva le aude când urinează. Pentru mascarea sunetelor făcute în WC, multe femei japoneze trag apa în mod repetat când folosesc toalete publice, ceea ce este o enormă risipă de apă. Deoarece campanii de informare nu au dus la dispariția acestui obicei, în anul 1988 a fost introdus un aparat care la activare produce un sunet de apă care se scurge. Unul dintre numele de marcă ale acestor aparate este Otohime (în japoneză: 音姫), care poate fi tradus ca Prințesa sunetelor, numit după zeița cu același nume Otohime (numele ei se scrie însă cu alt kanji, (乙姫) însemnând „prințesa fecioară”), frumoasa prințesă a zeului mărilor Ryūjin. Aparatul poate fi găsit în majoritatea toaletelor pentru femei din clădirile publice noi, și în multe toalete mai vechi unde a fost instalat ulterior. Aparatul Otohime poate funcționa cu baterii (fixat pe perete) sau integrat în washlet. Aparatul este activat prin apăsarea unui buton sau prin ținutul mâinii în fața senzorului. După ce este activat, aparatul produce un sunet relativ puternic de apă care se scurge. Sunetul se oprește după o perioadă de timp preinstalată sau prin apăsarea unui buton. Calculele au arătat că pot fi economisiți 20 de litri de apă la fiecare folosire. Până în august 2009, un milion de aparate au fost vândute. Multe femei japoneze consideră însă că aparatul produce un sunet prea artificial și preferă totuși trasul repetat al apei. Aparatul nu are căutare în toaletele pentru bărbați, unde este instalat foarte rar.
În secolul al XIX-lea, în localitatea Yakage din prefectura Okayama, reședința unei familii bogate fusese desemnată ca loc de înnoptare a demnitarilor care treceau pe acolo. În fața toaletei speciale a demnitarilor, pe un podiu, se afla o urnă cu un robinet, numită Otokeshi no tsubo („urna de suprimare a sunetelor”), care era umplută cu apă. Când un demnitar folosea toaleta, un servitor dădea drumul la robinet ca să mascheze sunetele din toaletă.
În 2009, a fost introdusă o variantă portabilă (cu baterii) a aparatului.

### Șlapi de toaletă

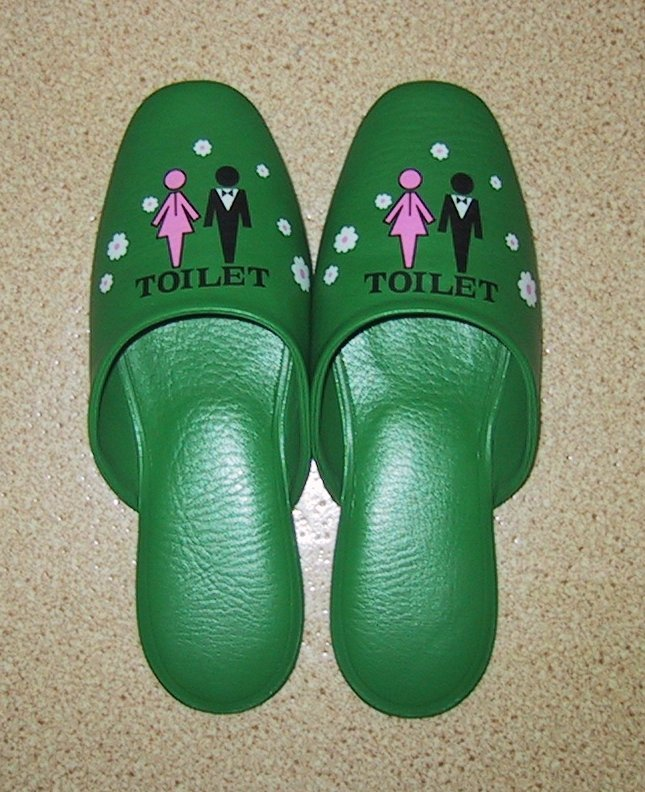
O pereche de șlapi de toaletă

În cultura japoneză se obișnuiește să deosebești între zone „curate” și murdare, iar contactul între acestea trebuie ținut la un nivel cât mai redus posibil. De exemplu, interiorul casei este considerat a fi zonă curată, iar exteriorul zonă murdară. Pentru a ține aceste zone separate, trebuie să îți scoți pantofii când intri în casă, astfel încât pantofii să nu atingă zona „curată”. Din punct de vedere istoric, toaletele erau amenajate în afara casei, și se foloseau pantofi când se mergea acolo. În ziua de astăzi majoritatea toaletelor sunt în casă, și condițiile igienice au fost îmbunătățite în mod semnificativ, dar toaleta este încă considerată a fi zonă „murdară” chiar dacă pericolul de contaminare cu bacterii este mai mare în alte părți ale casei. Pentru a minimaliza contactul între podeaua toaletei „murdare” cu podeaua „curată” a restului casei, multe familii, și chiar și unele toalete publice, au șlapi de toaletă (トイレスリッパ toire surippa?) plasate imediat la ușă în interiorul toaletei. Acestea se poartă în timpul folosirii toaletei. Șlapii de casă se lasă la ușă, în afara toaletei ca să nu vină deloc în contact cu podeaua toaletei. Sunt totodată un semn că cineva folosește toaleta. Șlapii de toaletă pot fi simplii șlapi de cauciuc, sau pot fi decorați cu caractere anime (mai ales pentru copii), sau din blană pentru cei care au bani în plus. Șlapii sunt rareori de mărime potrivită pentru picioarelor occidentalilor, fiind de regulă prea mici. O greșeală frecventă pe care o fac occidentalii este să uite să-și scoată șlapii după folosirea WC-ului, să iasă cu ei pe coridor și astfel să amestece zonele „curată” cu „murdară”. Pe de altă parte, unii japonezi ignoră obiceiul de a purta șlapi în toaletă.

## Toalete publice

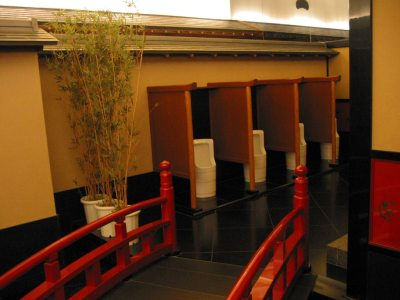
Toaletă publică la un hotel din Tokio

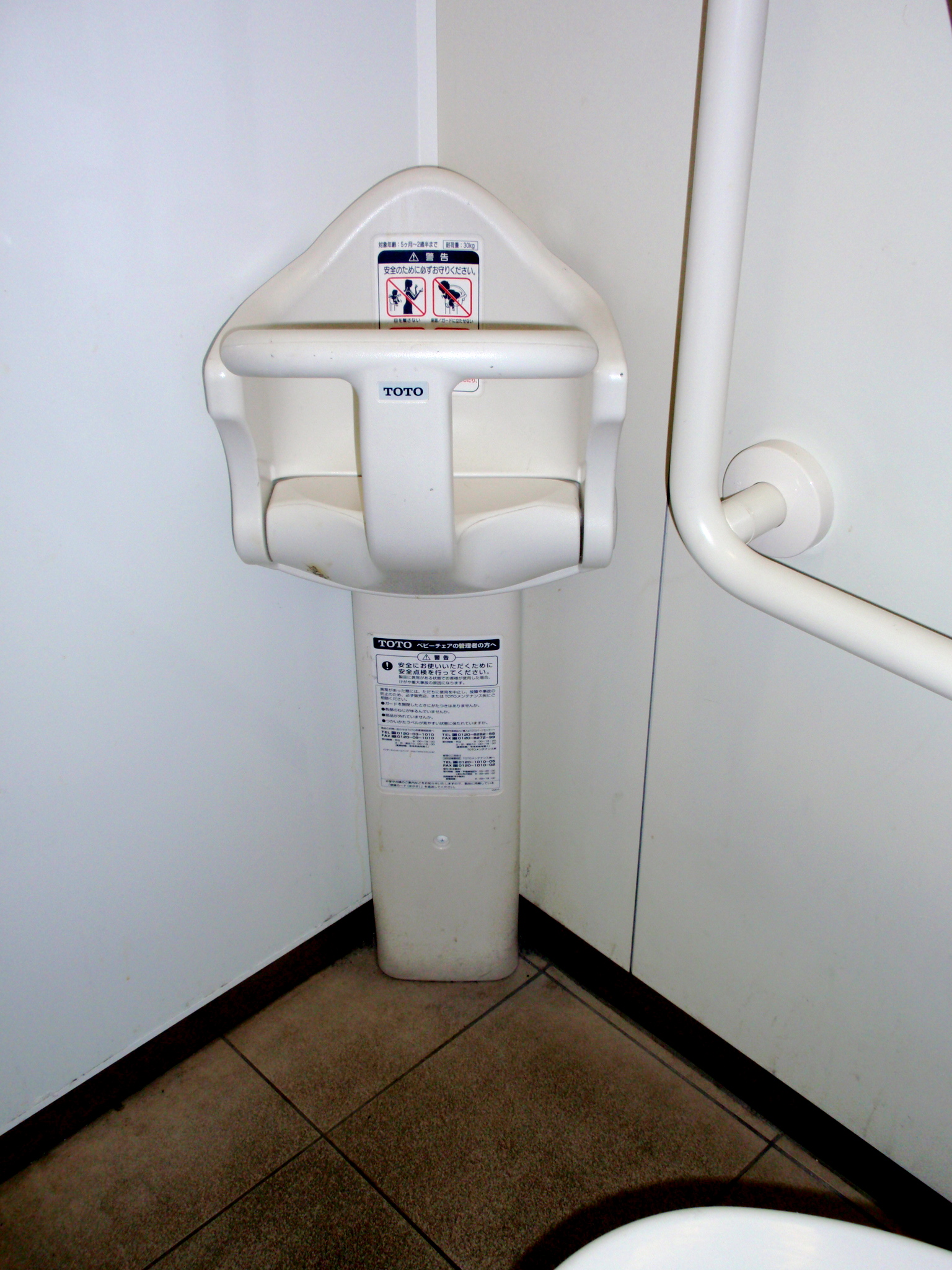
Scăunel pentru copil

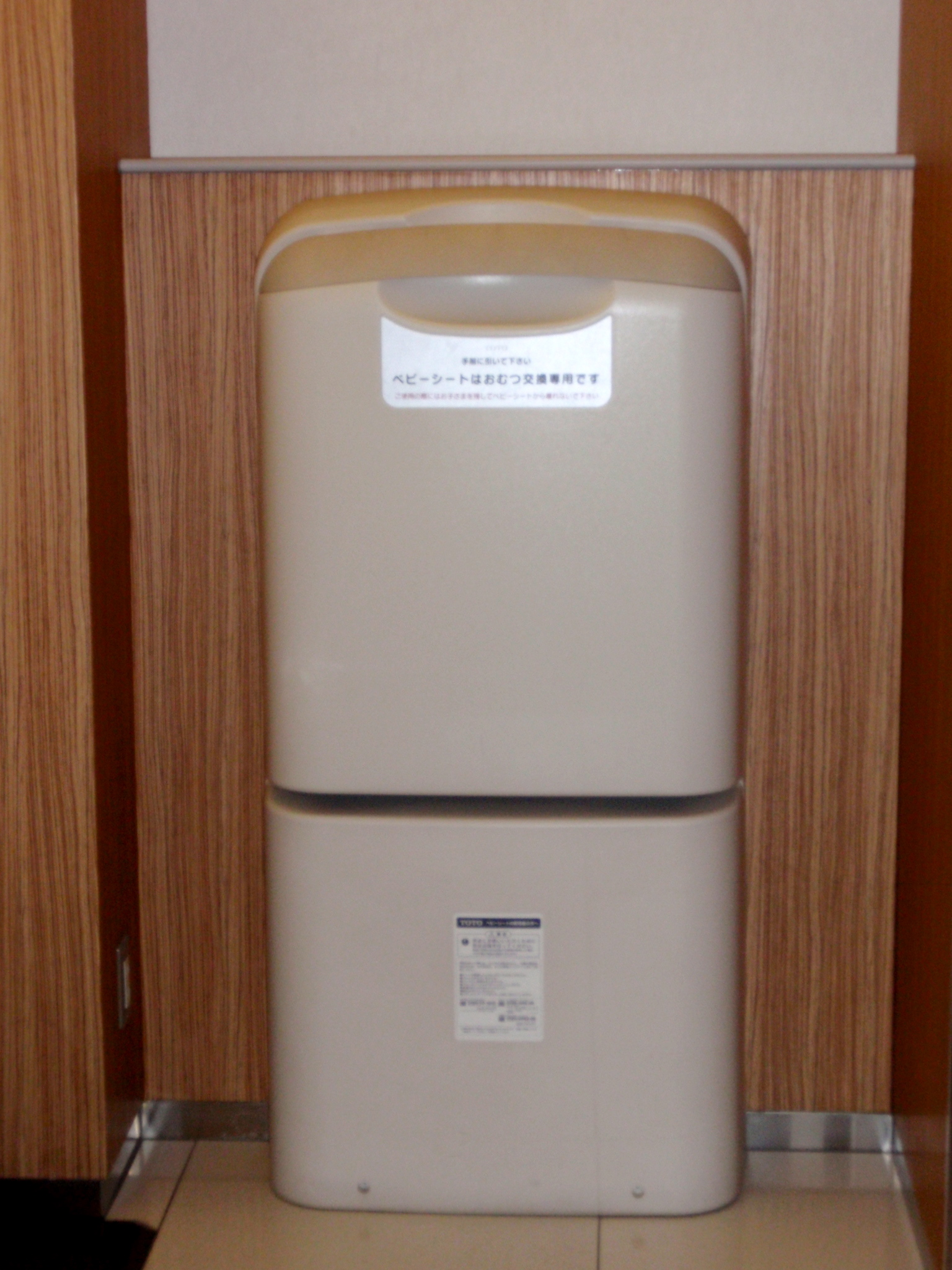
Masă pliantă pentru schimbatul scutecelor

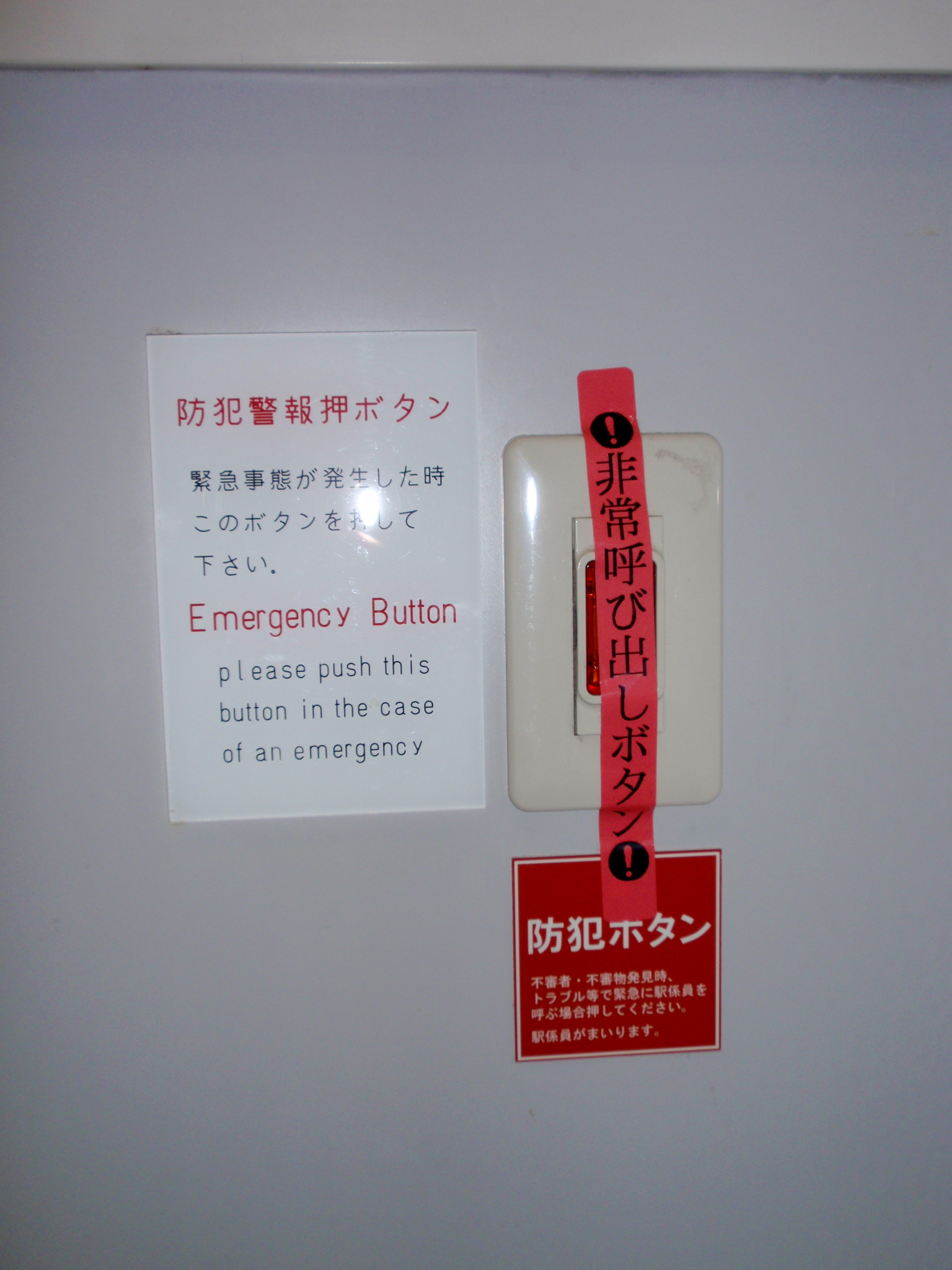
Buton de alarmă

Sunt multe toalete publice în Japonia: în magazine universale, supermarketuri, parcuri, librării, majoritatea chioșcurilor de bloc și în practic toate gările și stațiile de metrou. Unele toalete publice mai vechi nu au ușă, astfel că cei care folosesc pisoarul pot fi văzuți de cei care trec prin fața WC-ului. Începând cu anii 1990 s-a început îmbunătățirea toaletelor publice, în încercarea de le face mai curate și mai primitoare. Dar nu este chiar rar să vezi bărbați japonezi urinând pe stradă, beți sau nu, în special seara târziu. ( Dar acest obicei, numit "tachi shonben" tachi shonben  (立ち小便?  lit. urină în picioare) nu este văzut cu ochi buni nici de către japonezii însiși.
Multe toalete publice au atât toalete occidentale cât și „turcești”, dar tot la fel de multe nu le au pe ambele. De exemplu, multe gări sau stații de metrou în regiunea Tokio și școli publice în toată Japonia au doar toalete „turcești”. La fel, multe trenuri, parcuri, temple, restaurante tradiționale japoneze și clădiri mai vechi au deseori doar toalete „turcești”. Toaletele occidentale sunt deseori marcate cu semnul kanji 洋式 (yōshiki), cuvintele englezești „Western-style”, un simbol pentru tipul de toaletă sau o combinație ale acestor trei. Toalete pentru persoanele cu handicap fizic sunt totdeauna de stil occidental.
WC-urile au în marea majoritate a cazurilor hârtie de toaletă, dar mai sunt și excepții, de aceea majoritatea japonezilor poartă cu ei pachețele de hârtie (folosite de obicei la suflatul nasului) pe care le folosesc apoi ca și hârtie igienică în cazul în care nu se găsește la toaletă. Astfel de pachețele se dau gratis pietonilor ca reclamă pentru diferite produse sau firme. Automate cu hârtie igienică sunt câteodată instalate în fața WC-urilor publice ca o ultimă instanță pentru cei nepregătiți.
Unele toalete publice nu au săpun pentru spălatul mâinilor sau ștergare/șervete (de hârtie sau pânză) pentru sters mâinile. Majoritatea japonezilor poartă cu ei batistă, pe care o folosesc la stersul mâinilor (nu a nasului), iar unii au chiar săpun și/sau un mic prosop cu ei (în special vara, prosop folosit și la ștergerea transpirației). Unele toalete mai noi au un foen puternic pentru ștersul mâinilor pentru a reduce folosirea hârtiei. Aceste foenuri, ca și multe robinete de apă, au senzor de mișcare care le pornesc/opresc. Unii oameni nu își spală mâinile după folosirea toaletei, dar acest lucru este o gafă în Japonia, ca și în majoritatea celorlalte culturi. Toaletele publice în Japonia sunt de regulă foarte curate, cu cele din gări (stații de metrou) și parcuri publice pe treapta cea mai de jos în ceea ce privește curățenia.
Toaletele publice mai noi au scăunele pentru copii (unde copilul poate fi ținut în timp ce adultul folosește toaleta) și mese pliante pentru schimbat scutecele. La fel, toaletele publice mai noi au butoane pentru cazuri de necesitate.

## Aspecte culturale
Pentru japonezi igiena personală este foarte importantă. De aceea larga răspândire atât a toaletelor „turcești” (unde, în afara pantofilor, nu ești în contact direct cu toaleta), cât și a toaletelor tehnologic avansate, cu bidé. Uneori chiar toaletele de tip occidental sunt folosite de japonezi în stil „turcesc”, de către persoane preocupat excesiv de igiena personală sau pur și simplu ignorante: stau cu picioarele pe colac. Unii preferă să folosească toaleta occidentală pe jumătate ridicați, șezutul neatingând colacul. Unele cuvinte pentru „curat” sunt folosite și în sensul de „frumos”. De exemplu, cuvântul kirei (奇麗, きれい) înseamnă „frumos, curat, îngrijit”. Există și o piață mare pentru deodoranți și împrospătoare de aer care umplu WC-ul cu arome plăcute. În casele tradiționale japoneze, cu spațiu limitat și cu uși care nu pot fi încuiate, toaleta este una din puținele locuri unde poți fi singur. Unii își instalează rafturi cu cărți, alții intră cu ziarul, cu o revistă sau cu o carte. Toaleta este pe cât posibil în altă încăpere decât baia, tocmai pentrua separa „curatul” de „murdar”, acest factor fiind folosit ca argument pozitiv la vânzarea sau închirierea apartamentelor.
Băile care au toaleta în aceeași încăpere sunt cunoscute sub cuvântul împrumutat din engleză ユニットバス ("unittobasu"?) „unit bath”.
Străinii care vizitează Japonia sunt căteodată încurcați atât de către toaletele de tip oriental cât și de cele de tip occidental cu tehnologie avansată, nefiind obișnuiți cu atâtea butoane la WC. Există anecdote referitoare la străini care din curiozitate apasă pe un oarecare buton, iar când sunt stropiți la anus sau la organele genitale sar de pe toaletă surprinși, și din cauză că jetul de apă nu se oprește instantaneu, se udă pe ei însăși sau udă WC-ul. Unele toalete moderne au butoane cu pictograme pentru a micșora „șocul cultural”.

## Aspecte pentru mediul înconjurător
Impactul pentru mediu al unei toalete moderne tip washlet este diferit de un closet cu apă obișnuit. Toaletele moderne folosesc mai puțină apă decât cele cele mai vechi, iar cele cu curățenie automată reduc cantitatea de detergent folosit. Unele modele folosesc mai puțină apă când colacul este ridicat (ceea ce indică că un bărbat urinează). Ele reduc și cantitatea de hârtie igienică folosită. Dar pe de altă parte, crește consumul de electricitate. Calcule au arătat că în medie aceste toalete consumă 5% din electricitatea unei familii japoneze. Pentru mediul rural au fost inventate toalete care consumă foarte puțină apă, sau deloc. Acestea sunt totodată toalete pentru situații de urgență, de exemplu după o catastrofă naturală (cutremur etc.).

## Prețuri

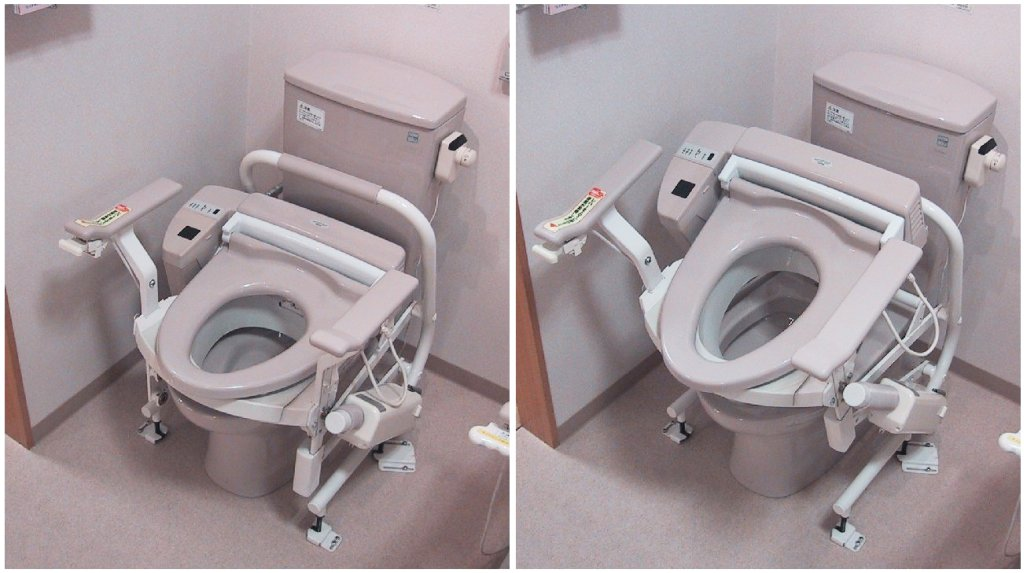
Toaletă pentru cei în vârstă sau handicapați fizic, care ridică scaunul la nivelul dorit.

O toaletă washlet costă în Japonia echivalentul a 200-600 US$. Cele mai exclusive modele, care includ scaunul de faianță, pot costa chiar și 5.000 US$.
TOTO este cel mai mare producător de toalete, inclusiv washlet, din lume. Washlet-uri și alte produse înrudite sunt produse și de către INAX, NAIS și Panasonic. Vânzările totale de toalete tehnologic avansate pe piața mondială a fost cca. 800 milioane US$ în 1997. Cel mai mare producător este TOTO care are 65% din piață, INAX fiind pe locul doi cu 25%. Piața cea mai mare pentru washlet-uri este în Japonia, TOTO spunând că numai 5% din veniturile lor sunt din afara Japoniei. Piața cea mai mare în afara Japoniei este China, unde TOTO vinde peste un milion de washlet-uri pe an. În SUA vânzările sunt cu mult sub cele din Japonia, cu toate că au crescut de la 600 unități pe lună în 2001 la 1000 unități pe lună în 2003. În Europa TOTO vinde doar cca. 5.000 de washlet-uri pe an. Cu toate că majoritatea europenilor privesc încă washlet-urile japoneze ca o curiozitate, numărul unităților instalate în Europa este în creștere. Acest lucru se datorează mai ales diferitelor nevoi care acompaniază diferite handicapuri fizice. Depinzând de tipul de handicap, unele persoane nu pot să ajungă bine cu mâna în regiunea anusului pentru a se șterge. De aceea, o toaletă cu jet de apă și aer le permite acestor persoane să folosească WC-ul fără a cere ajutor cuiva.
Există mai multe motive pentru care vânzările sunt mai scăzute în afara Japoniei. Unul din motivele principale pare a fi că este nevoie de o perioadă de timp înainte ca consumatorul să se obișnuiască cu produsul. Chiar și în Japonia vânzările au fost relativ scăzute la început, când primele washlet-uri au fost puse pe piață în 1980. După o perioadă de adaptare, vânzările au crescut în mod semnificativ începând cam cu anul 1985. În 1990 cca. 10% din casele japoneze aveau washlet, această cifră atingând peste 50% în 2002. TOTO crede că va vedea o creștere similară la export în viitorul apropiat. O altă explicație este lipsa de priză lângă toaletă. Pe când, în principiu, toate casele japoneze au o priză în spatele toaletei, în multe țări acest lucru lipsește. În Australia, Noua Zeelandă, Irlanda, Marea Britanie etc. există chiar legi care interzic instalarea prizelor de înalt voltaj în baie din cauza pericolului de electrocutare. Apoi mai există în Europa concurență din partea bidéului occidental tradițional; pe de altă parte, nordamericanii nu sunt obișnuiți să folosească bidéuri deloc.
În Elveția există un producător de toalete similare washlet-urilor japoneze, cu o istorie mai lungă decât o au washlet-urile. Numele de marcă sunt Geberit-O-Mat și Geberella, produse de firma „Balena”. Aceste toalete se vând în primul rând spitalelor, caselor particulare, și unor restaurante de lux, și au funcții similare celor ale washlet-urilor japoneze.